# Carlos Montezuma
Carlos Montezuma (Arizona, kb. 1866 – Arizona, 1923. január 31.) Yavapai-apacs indián polgárjogi aktivista. Az Amerikai Indiánok Szövetségének alapítója.

## Gyermekkor
„Tiszta indián vér vagyok. 1866 táján születtem… valahol a Négy Fok környékén, arizonai territóriumon” – kezdte dr. Montezuma, magát is megemlítve 1905-ös Smithsonian Intézetnek írt levelében. A Wassaja ’jelző’ vagy ’jelzőtűz’ melléknevet kapta szüleitől; anyjától, Thil-ge-ya-tól és apjától, Co-cu-ye-vah-tól, aki törzsfőnök volt.
1871 októberében, 5 évesen Pima fosztogatók elfogták több gyermekkel együtt, hogy eladják vagy elcseréljék. Wassaját Adamsville-be, angol és mexikói vegyes településre vitték. Itt 30 ezüst dollárt kértek érte Carlo Gentilétől, az olasz vándor fotográfustól, aki épp a környéken végezte etnográfiai tanulmányait az amerikai őslakókhoz kapcsolódóan. Finom, kulturált és liberális nápolyi fiatalember lévén, aki az 1850-es években költözött Amerikába, örökbe fogadta és saját fiaként nevelte Wassaját. A fiú új neve így Carlos Montezuma lett – időtálló, büszke emlékeztetőként a gyerek kulturális örökségére –, részben maga által, részben az adamsville-i Montezuma rom után.

## Örökbefogadás és iskolai évek
Wassaja/Carlos követte mostohaapját úttörő fotográfusi és etnográfusi expedícióin Arizónában, Új-Mexikóban és Kolorádóban. 1872 és 73 között pár hónapig csatlakoztak Ned Buntline és Buffalo Bill színjátszócsoportjához, ahol Wassaja mint Azteka, Cochise apacs fia lépett fel a vadnyugati melodrámában. A préri cserkésze c. játékot látta Chicago, St. Louis, Cincinnati, Louisville, Cleveland és Pittsburgh, míg Gentile a promóciókat írta és árulta – vizitkártyákat a szereplőkkel.
Gentile és Montezuma Chicagóban, majd New Yorkban telepedett le, míg Gentile minden vagyona ott nem veszett egy 1877-es tűzvészben. A következő években régi foglalatosságukból voltak kénytelenek élni. A gyermek gyakran tanult otthon, majd Chicagóban, Galesburgban, Brooklynban járt intézményes oktatásra. Mindig elkötelezett és tehetséges tanulónak bizonyult. Állandó letelepedést igényelt komolyabb tanulmányok folytatása, ezért 1878 őszén Gentile George W. Ingalls tiszteletestől kértek asszisztenciát, az Amerikai Baptista Haza Misszió Indián Részlegében. Wassaját William H. Steadman, Urbana és Illinois baptista lelkészének pártfogására bízták, mivel Gentile fotográfusi és szerkesztői elfoglaltságával törődött.
A koraérett gyermek kitűnővel végzett az Urbana főiskolán, majd egy év előkészület után, 14 évesen, 1880-ban felvételt nyert az Illinois-i Egyetemre, angol és matematika szakra. Német, pszichológia, mikroszkópia, zoológia, ásványtan, fizika, fiziológia, szellemtudományok, logika, konstitucionális történelem, politikai gazdaságtan és geológia, kimagasló kémiai tanulmányok jellemezték. Montezuma – vagy Monte, ahogy osztálytársai kedvesen emlegették – itt kezdte meg nyilvános tevékenykedését az őslakos indiánok jogainak érdekében. A campus folyóirata, a The Illini 1883. május 5-én megörökítette egy beszédét. Az Adelphi Hallban nagy közönség előtt az indiánokat a Thermopülainál harcoló spártaiakhoz hasonlította. Az egyetemi évek után visszatért Chicagóba. Doktorátust nyert öt évvel később gyógyszerészként, és praktizálni kezdett.

## Praxisa
Már 1887-től levelezett Richard Henry Pratt-tel, egy meggyőződéses asszimilációpártival, aki a pennsylvaniai Carlisle Indiániskolát is alapította. Pratt szemében Montezuma a továbbtanuló tehetséges indián őslakók élő példája volt, amiről New Yorkban és Philadelphiában beszélnie is kellett. Hasonló kapcsolatai révén rögtön kapott állást. Jefferson Morgan, az indiánügyek megbízottja meghívta az Indiánügyek Irodájához, orvosi állásba. Rezervátumokba utazott, és Fort Stevensonban, dakota területen kezelte a bennszülötteket. Később mentorával dolgozhatott együtt, a pennsylvaniai Carlisle Indián Ipariskolában. Ez a kapcsolat és a különböző rezervátumokon töltött idő alatt felhalmozódó negatív tapasztalatok alakították Montezuma korai indiánpolitikáját.
Wassaja nevelőapja 1893. október 27-én Chicagóban elhunyt. Őket anyagilag támogatta, és rövid időre Gentile hatéves vér szerinti fiát is – szintén Carlost – felügyelte.
1900-ban már saját praxisa van. Mint csoportorvos Arizonába utazott a Pop Warner Nemzeti Bajnoki Carlisle Indiániskola focicsapatával, gyermekkora óta először. Egy évre rá ismét ott volt, régi családi szálak után kutatva. Montezuma rezervátumokkal szembeni ellenszenve jelentősen enyhült, amint megtapasztalta, mennyire kötődnek ezek az emberek az öröklött földhöz, és megértette, hogy ezt ők otthonuknak tekintik. Csatlakozott a Yavapai küzdelemhez, mely elérte a Fort McDowell Yavapai vagy Mojave-apacs rezervátum létrejöttét 1903-ra. Haláláig a rezervátum lakóinak jogaiért harcolt.

## Az indián vezető
1905-re Montezuma mint indián vezető felhívta a nemzet figyelmét magára. A kormányzatot vádolta az őslakók helyzete miatt. Az Indiánügyek Irodájának nyílt ellenzékévé vált. Kétszer felajánlották számára az indiánügyek megbízottjának posztját, de visszautasította. Helyette az Amerikai Indiánok Társaságát alapította meg (1911) – az első indiánjogi szervezetet, melyet indiánok indiánokért alapítottak. 1916-ban folyóiratot indított Wassaja címmel. Platformot hozott létre az Irodáról alkotott nézetei, az őslakos indiánok oktatása, a polgárjogok és a rezervátum életének publikációjára.
Dr. Montezuma 1922-ben súlyosan megbetegedett. Végérvényesen visszatért népének földjére, és 1923. január 31-én halt meg. A Fort McDowell Indiántemetőben temették el. Munkájának emléke 1970-ig feledésbe merült, amikor is a történészek újrafelfedezték művét.

## Külső hivatkozások
- Carlos Montezuma Papers Archiválva 2011. január 6-i dátummal a Wayback Machine-ben at Newberry Library
- Fort McDowell Yavapai Nation
- Gale Encyclopedia of Biograpies at Asnwers.com
- Carlos Montezuma Video. YouTube

1. 1 2  Aaron Swartz: Open Library (angol nyelven). (Hozzáférés: 2017. október 9.)
2. 1 2  SNAC (angol nyelven). (Hozzáférés: 2017. október 9.)
3. 1 2  Faceted Application of Subject Terminology. (Hozzáférés: 2017. október 9.)
4. ↑  Francia Nemzeti Könyvtár: BnF-források (francia nyelven)
5. 1 2  Trove. (Hozzáférés: 2017. október 9.)